# نوريس تيرني
نوريس تيرني (بالإنجليزية: Norris Turney)‏ هو عازف جاز وملحن أمريكي، ولد في 8 سبتمبر 1921 في ويلمنغتون في الولايات المتحدة، وتوفي في 17 يناير 2001 في كاترنغ في الولايات المتحدة بسبب قصور كلوي.

## وصلات خارجية
- نوريس تيرني على موقع ميوزك برينز (الإنجليزية)
- نوريس تيرني على موقع أول ميوزيك (الإنجليزية)
- نوريس تيرني على موقع ديسكوغز (الإنجليزية)